# جون إل. بيرس
جون إل. بيرس (بالإنجليزية: John L. Pierce)‏ هو عسكري أمريكي، ولد في 25 أبريل 1895 في دالاس في الولايات المتحدة، وتوفي في 12 فبراير 1959 في سان أنطونيو في الولايات المتحدة.

## معرض صور

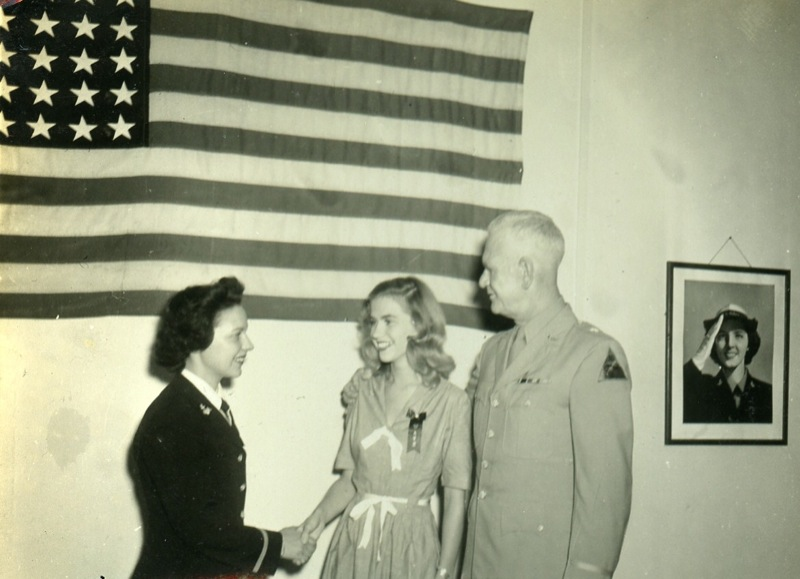
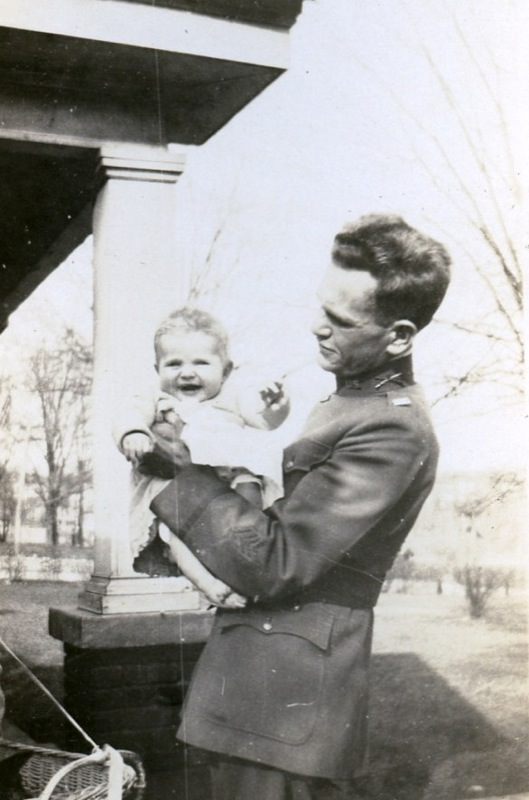
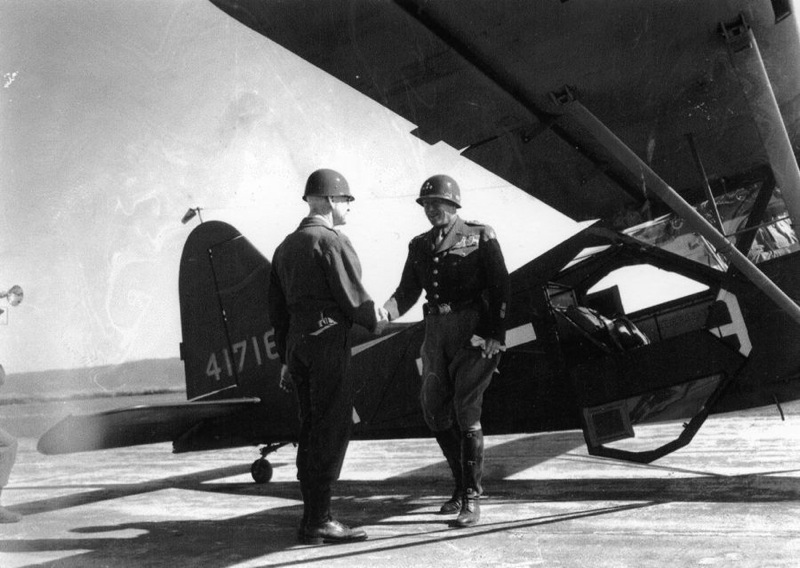
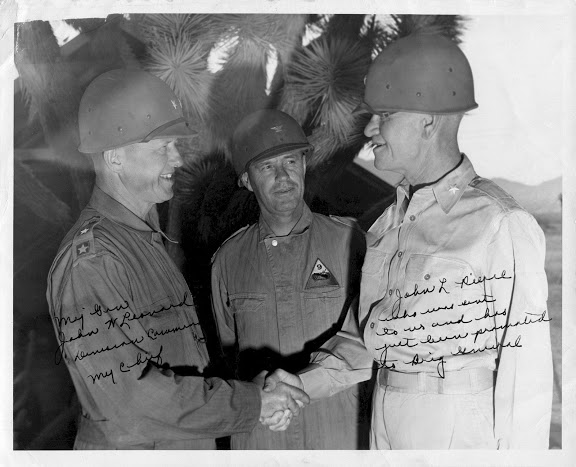